# Echiniscus inocellatus
Echiniscus inocellatus är en djurart som tillhör fylumet trögkrypare, och som beskrevs av Mihelcic 1964. Echiniscus inocellatus ingår i släktet Echiniscus och familjen Echiniscidae. Inga underarter finns listade i Catalogue of Life.